# John Jacob Loeb
Jonh Jacob Loeb (1910 – 2 marzo 1970) è stato un compositore statunitense.

## Biografia
Ha scritto musica e testi per molte canzoni popolari come "Rosie the Riveter"
Nato a Chicago, Loeb iniziò a comporre canzoni nel 1928 mentre frequentava la Lawrence Woodmere Academy. Dopo aver lasciato la scuola, Loeb lavorò brevemente per suo padre. In seguito divenne membro della American Society of Composers, Authors and Publishers nel 1932. Loeb collaborò con Carmen Lombardo, Paul Francis Webster e Edward Lane. Morì il 2 marzo 1970 al Franklin General Hospital di Valley Stream, New York.
John Jacob Loeb era anche il cugino di Richard Loeb, metà del "duo che uccide il brivido", Leopold e Loeb.